# Club de campo El Tiro
El club de campo El Tiro es un club social y deportivo situado en el Real Sitio de San Ildefonso (Segovia).

## Historia

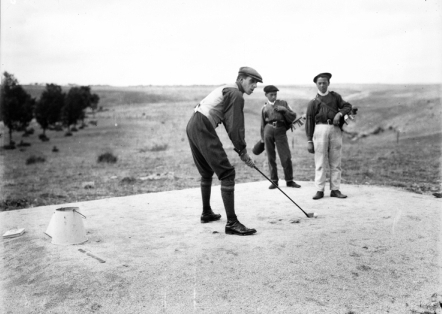
Alfonso XIII jugando al golf en el club (Francisco Goñi, 1907)

El club tiene su origen en un campo de tiro de pichón formado a finales del siglo XIX. En 1903, bajo el impulsó de Alfonso XIII, se forma la Sociedad de Tiro de Pichón del Real Sitio de San Ildefonso. El rey es nombrado presidente de honor y Antonio Comyn, conde de Albiz, presidente de la Junta Directiva. Los terrenos fueron cedidos por el Real Patrimonio, en las cercanías de la conocida como Casa de la Mata, y contaban con un campo de tiro de pichón, dos pistas de lawn-tennis, una pista de patinaje y una cantina. En 1907 se forma en estos terrenos un campo de golf. Los reyes Alfonso XIII y Victoria Eugenia apoyaron el proyecto y el monarca concedió al club el título de Real. Entre los socios de esta primera época se encuentran futuros personajes como Luis Escobar Kirpatrick.
En 1916 las instalaciones del Real Club de Tiro pasan a la Sociedad de Iniciativas de La Granja. Hacia finales de la década de 1920 contaba también con un campo de croquet.En este momento era habitual que se organizaran pequeñas competiciones de tiro de pichón en que desde miembros de la aristocracia hasta políticos y particulares otorgaran copas con su nombre.
Con la proclamación de la Segunda República, el club comienza un período de decaimiento que continuará hasta el final de la Guerra civil española. Tras el conflicto bélico se arriendan terrenos al Patrimonio Nacional para la puesta en marcha del club, aunque el tamaño de estos no incluía el antiguo campo de golf.
En 1969 se concluye la ampliación del chalet social. El año siguiente, el club cambia de nombre y pasa a denominarse Club de Campo del Real Sitio de San Ildefonso. En el mismo año se amplían los terrenos arrendados al Patrimonio Nacional, permitiéndose la reintroducción del golf mediante la construcción de cinco hoyos. En 1977 se construirán dos pistas del conocido entonces como paddel-tenis, siendo las dos primeras de España. En 1990 el club cambia de nuevo su denominación a la actual: Club de Campo El Tiro. En 1997 se construye la piscina. En los años 2000 se realizan distintas obras de actualización y reforma en el campo de golf, incluyendo su ampliación a nueve hoyos. Tras esta remodelación, el campo de golf es homologado por la Real Federación Española de Golf.

## Descripción
El club cuenta con un chalet social compuesto de distintos ambientes, destacando principalmente el bar, salón y comedor. Posee tres pistas de quick-tenis y otras tres de pádel. Así mismo cuenta con un campo de golf de nueve hoyos, piscina, pista de patinaje y cámpo de fútbol.